# Vers-Pont-du-Gard
Vers-Pont-du-Gard es una población y comuna francesa, situada en la región de Languedoc-Rosellón, departamento de Gard, en el distrito de Nimes y cantón de Remoulins.

## Demografía
| 603 | 644 | 739 | 924 | 1110 | 1322 |
| Para los censos de 1962 a 1999 la población legal corresponde a la población sin duplicidades (Fuente: INSEE [Consultar]) |     |     |     |      |      |